# Mario Martiradonna
Mario Martiradonna (Bari, 26 agosto 1938 – Cagliari, 20 novembre 2011) è stato un calciatore italiano, di ruolo difensore.

## Carriera
Cresciuto nel Melfi, con cui disputò tre campionati di quarta serie, dopo essere stato rifiutato in un provino in Basilicata dal Montescaglioso, esordì in Serie C nel 1959, con il Teramo. L'anno successivo passò alla Reggiana, in Serie B, e ne vestì la maglia per due stagioni.
Nel 1962 passò al Cagliari, squadra a cui si legò per il resto della propria carriera agonistica, ottenendo la prima promozione in Serie A dei sardi (1963-1964) e lo scudetto del 1969-70; fu uno dei tre giocatori che festeggiarono entrambi gli storici traguardi, oltre a Ricciotti Greatti e Gigi Riva.
In Serie A disputò in totale 239 partite e segnò 4 gol. Il primo fu in Cagliari-Lazio (3-0) del 4 aprile 1965, il secondo in Cagliari-Bologna (1-1) del 28 gennaio 1968, il terzo in Cagliari-Fiorentina (2-0) del 22 novembre 1970 e il quarto e ultimo in Cagliari-Palermo (2-0) del 15 ottobre 1972.
Lasciò il calcio giocato nel 1974, dedicandosi in seguito all'allenamento di squadre giovanili di Cagliari come il Monte Claro nel settore allievi regionali.

## Riconoscimenti
- Il Cagliari lo inserì nella sua Hall of fame.[3]
- Fu inserito nella Top 11 Rossoblù - I più forti di sempre, la formazione votata dai tifosi comprendente i migliori rossoblù di sempre.[4]

## Statistiche

### Presenze e reti nei club in campionato
| Stagione                | Squadra                 | Campionato              | Campionato | Campionato | Totale | Totale |
| Stagione                | Squadra                 | Comp                    | Pres       | Reti       | Pres   | Reti   |
| ----------------------- | ----------------------- | ----------------------- | ---------- | ---------- | ------ | ------ |
| 1956-1957               | Melfi                   | IV                      | 24         | 1          | 24     | 1      |
| 1957-1958               | Melfi                   | IV                      | 29         | 0          | 29     | 0      |
| 1958-1959               | Melfi                   | IV                      | 27         | 1          | 27     | 1      |
| Totale Melfi            | Totale Melfi            | Totale Melfi            | 80         | 2          | 80     | 2      |
| 1959-1960               | Teramo                  | C                       | 33         | 1          | 33     | 1      |
| 1960-1961               | Reggiana                | B                       | 25         | 0          | 25     | 0      |
| 1961-1962               | Reggiana                | B                       | 36         | 0          | 36     | 0      |
| Totale Reggiana         | Totale Reggiana         | Totale Reggiana         | 61         | 0          | 61     | 0      |
| 1962-1963               | Cagliari                | B                       | 38         | 1          | 38     | 1      |
| 1963-1964               | Cagliari                | B                       | 32         | 0          | 32     | 0      |
| 1964-1965               | Cagliari                | A                       | 32         | 1          | 32     | 1      |
| 1965-1966               | Cagliari                | A                       | 33         | 0          | 33     | 0      |
| 1966-1967               | Cagliari                | A                       | 31         | 0          | 31     | 0      |
| Totale Cagliari         | Totale Cagliari         | Totale Cagliari         | 166        | 2          | 166    | 2      |
| 1967                    | Chicago Mustangs        | NPSL                    | ?          | ?          | ?      | ?      |
| Totale Chicago Mustangs | Totale Chicago Mustangs | Totale Chicago Mustangs | ?          | ?          | ?      | ?      |
| 1967-1968               | Cagliari                | A                       | 22         | 1          | 22     | 1      |
| 1968-1969               | Cagliari                | A                       | 30         | 0          | 30     | 0      |
| 1969-1970               | Cagliari                | A                       | 28         | 0          | 28     | 0      |
| 1970-1971               | Cagliari                | A                       | 27         | 1          | 27     | 1      |
| 1971-1972               | Cagliari                | A                       | 22         | 0          | 22     | 0      |
| 1972-1973               | Cagliari                | A                       | 14         | 1          | 14     | 1      |
| Totale Cagliari         | Totale Cagliari         | Totale Cagliari         | 143        | 3          | 143    | 3      |
| 1973-1974               | Monsummanese            | D                       | 15         | 0          | 15     | 0      |
| Totale carriera         | Totale carriera         | Totale carriera         | 498+       | 8+         | 498+   | 8+     |

I dati sul totale carriera sono parziali, in quanto non si hanno informazioni su presenze e reti al Chicago Mustangs. Dati relativi alle coppe italiane ed europee non presenti.

## Palmarès

### Club

#### Competizioni nazionali
- Campionato italiano: 1

Cagliari: 1969-1970